# Гора Жаба
Гора Жаба — комплексна пам'ятка природи місцевого значення, розташована неподалік від села Дачне Судацької міської ради, АР Крим. Створена відповідно до Постанови ВР АРК № 198-67 від 30 січня 1969 року.

## Загальні відомості
Землекористувачем є Дачнівська сільська рада, площа 5 га. Розташована біля села Дачне Судацька міська рада, за 6 км від Судака по трасі Р35 (Судак — Сімферополь).
Пам'ятка природа створена з метою охорони і збереження в природному стані цінної в науковому, естетичному відношенні своєрідної форми вивітрювання гори, що нагадує гігантську жабу та створення умов, що сприяють збереженню залишків лісового масиву.